# Municipio de Maine (condado de Grundy)
El municipio de Maine (en inglés: Maine Township) es un municipio ubicado en el condado de Grundy en el estado estadounidense de Illinois. En el año 2010 tenía una población de 330 habitantes y una densidad poblacional de 7,04 personas por km².

## Geografía
Según la Oficina del Censo de los Estados Unidos, el municipio tiene una superficie total de 46.85 km², de la cual 46,39 km² corresponden a tierra firme y (0,98 %) 0,46 km² es agua.

## Demografía
Según el censo de 2010, había 330 personas residiendo en el municipio de Maine. La densidad de población era de 7,04 hab./km². De los 330 habitantes, el municipio de Maine estaba compuesto por el 95,76 % blancos, el 3,94 % eran de otras razas y el 0,3 % eran de una mezcla de razas. Del total de la población el 7,58 % eran hispanos o latinos de cualquier raza.